# Aktywność obywatelska

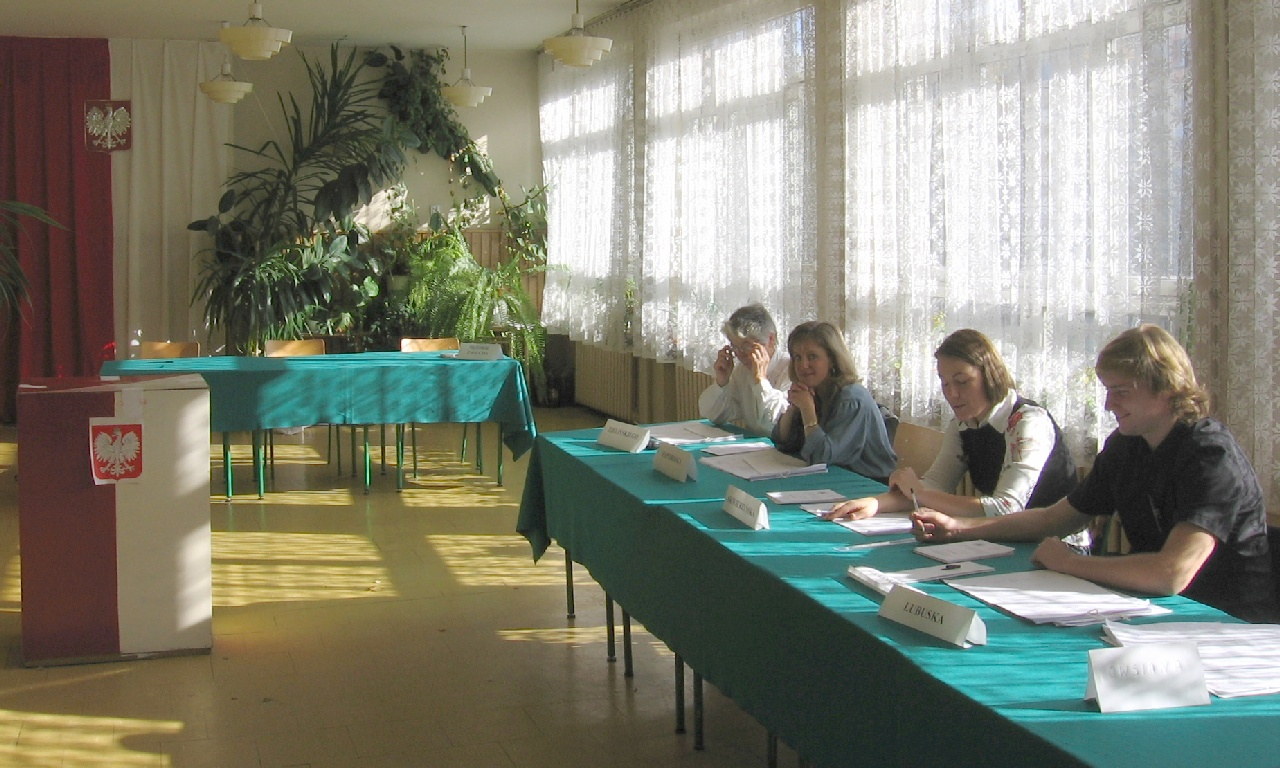
Udział w komisji wyborczej – przejaw aktywności obywatelskiej

Aktywność obywatelska – uczestnictwo obywateli w życiu kulturalnym, ekonomicznym, politycznym i społecznym państwa, jak również wspólnoty lokalnej, przejawiające się w podejmowaniu wspólnych działań o charakterze dobrowolnym i świadomym. 
Aktywność obywatelska może być rozumiana jako aktywność społeczna człowieka w kontekście bycia obywatelem państwa demokratycznego. Przejawia się ona między innymi w dbaniu o ład i porządek, reagowaniu na łamanie powszechnie przyjętych zasad, uczestniczeniu w partycypacji społecznej (np. braniu udziału w stowarzyszeniach, czy organizacjach społecznych), aktywnym udziale w wyborach i kontroli władzy, a także w samym sprawowaniu władzy.